# Синеголовник полевой
Синеголо́вник полево́й, или Синеголовник равнинный (лат. Erýngium campéstre), — многолетнее травянистое растение семейства Зонтичные, вид рода Синеголовник (Eryngium).
Европейское степное растение с сизыми колючими листьями и белыми или голубоватыми цветками, собранными в головчатые зонтики.

## Ботаническое описание
Многолетнее травянистое растение с одиночным прямостоячим стеблем 30—60 см высотой, до 1 см толщиной, в средней и верхней частях сильно ветвящимся. При отмирании образует форму перекати-поле.
Прикорневые листья черешчатые, в очертании треугольно-яйцевидные, 10—30 см длиной и 10—18 см шириной, тройчатые на дважды перистораздельные сегменты, жёсткие, кожистые, по краям с колючими зубцами. Стеблевые листья менее рассечённые, верхние — трёхраздельные, по краям колючезубчатые. Черешки стеблевых листьев полустеблеобъемлющие.
Зонтики головчатые, яйцевидной или шаровидной формы, 7—15 мм в диаметре, собраны в щитковидное общее соцветие. Обёртка из 5—7 листочков, прямых, на конце и по краевым зубцам колючих, до 4 см длиной. Прицветники заострённые, до 1 см длиной. Чашечка с хорошо заметными колючими зубцами, превышающими по длине лепестки. Венчик голубоватый, реже белый, лепестки голые.
Плоды — семянки красно-коричневого цвета, веретеновидные, немного изогнутые, 3—6 мм длиной, тонкоморщинистые, с двурядным кремовым хохолком 5—6 мм длиной.
Диплоидный набор хромосом — 2n = 14, 28.

## Распространение
Преимущественно европейское растение, распространённое по всей Европе, на Кавказе, в Малой Азии, в Северной Африке. В России — на Северном Кавказе и на юге Европейской части, севернее заходит очень редко.
Включено в Красную книгу Республики Татарстан (1995).

## Таксономия

### Синонимы
- Eryngium latifolium Hoffmanns. & Link, 1824
- Eryngium officinale Garsault, 1764, nom. inval.
- Eryngium trifidum L., 1756
- Eryngium virens Link, 1834
- Eryngium vulgare Lam., 1779, nom. superfl.